# Beechcraft Starship
Die Beechcraft Starship, auch „Starship 2000“ und kurz „Starship“ genannt, ist ein zweimotoriges Propellerflugzeug des Flugzeugherstellers  Beech Aircraft. Das Entenflugzeug war eines der fortschrittlichsten Flugzeuge in der zivilen Luftfahrt.

## Geschichte und Konstruktion
Die Entwicklung der Starship begann im Jahr 1979. Die Beechcraft Starship hat einen Rumpf aus kohlenstofffaserverstärktem Kunststoff mit Druckkabine und zwei Triebwerke in Pusher-Konfiguration. Die neuartige Fertigungstechnologie, für die beispielsweise der damals zweitgrößte Autoklav der USA gebaut wurde, erforderte Entwicklungskosten von mehr als 300 Millionen US-Dollar. Der Erstflug war am 15. Februar 1986, die Musterzulassung durch die FAA folgte am 14. Juni 1987, Ende 1988 wurde das erste Serienflugzeug ausgeliefert. Von den 53 bis 1995 gebauten Flugzeugen wurden nur wenige verkauft, die später zurückgekauft wurden, um das Muster nicht weiter betreuen zu müssen. Diese Flugzeuge dienten der Ersatzteilgewinnung, wurden an Museen abgegeben oder verschrottet.
Im Jahr 2003 wurde die technische Unterstützung durch Beechcraft eingestellt. Nur vier Maschinen waren im Jahr 2006 noch im Einsatz.

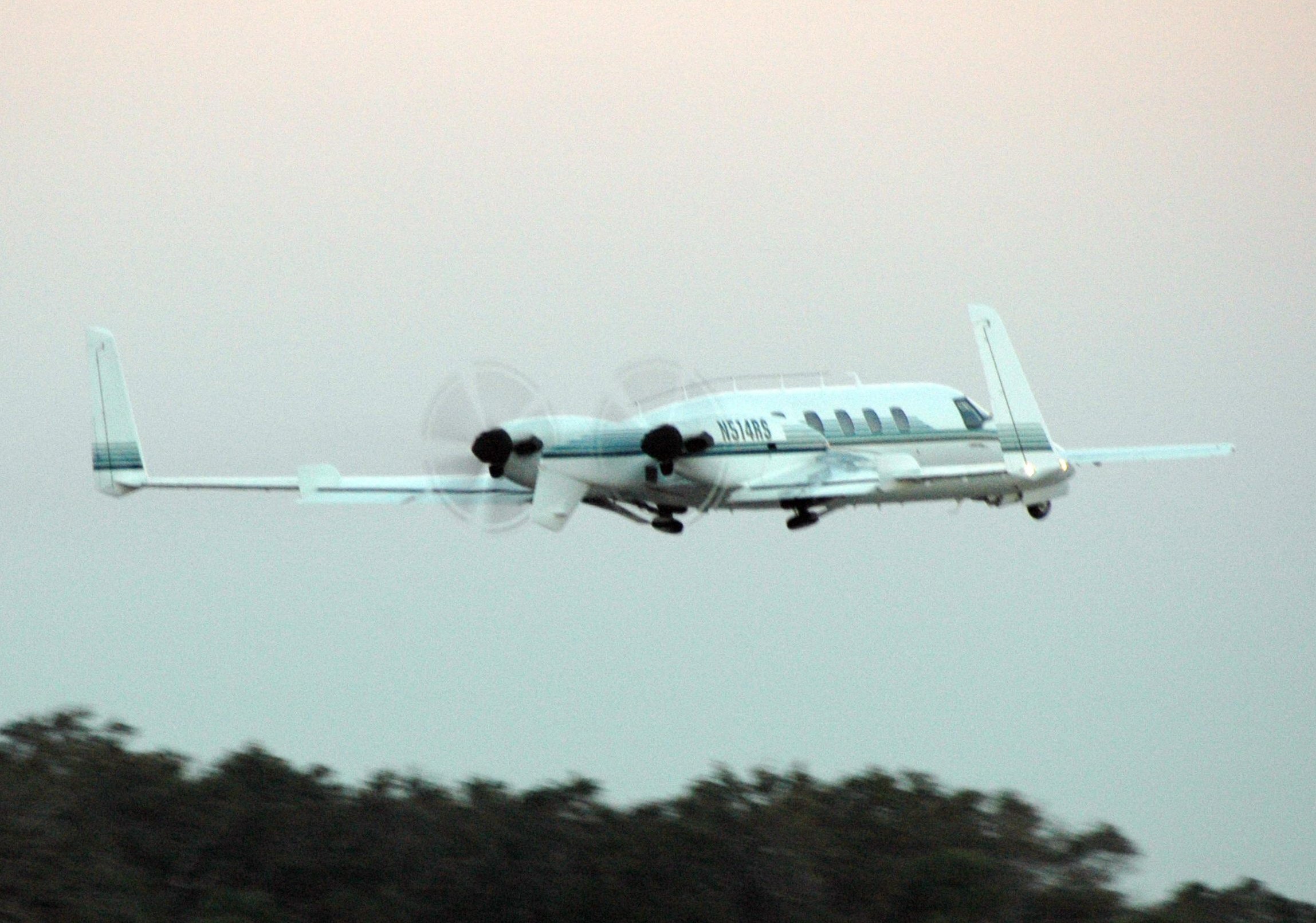
Beechcraft Starship

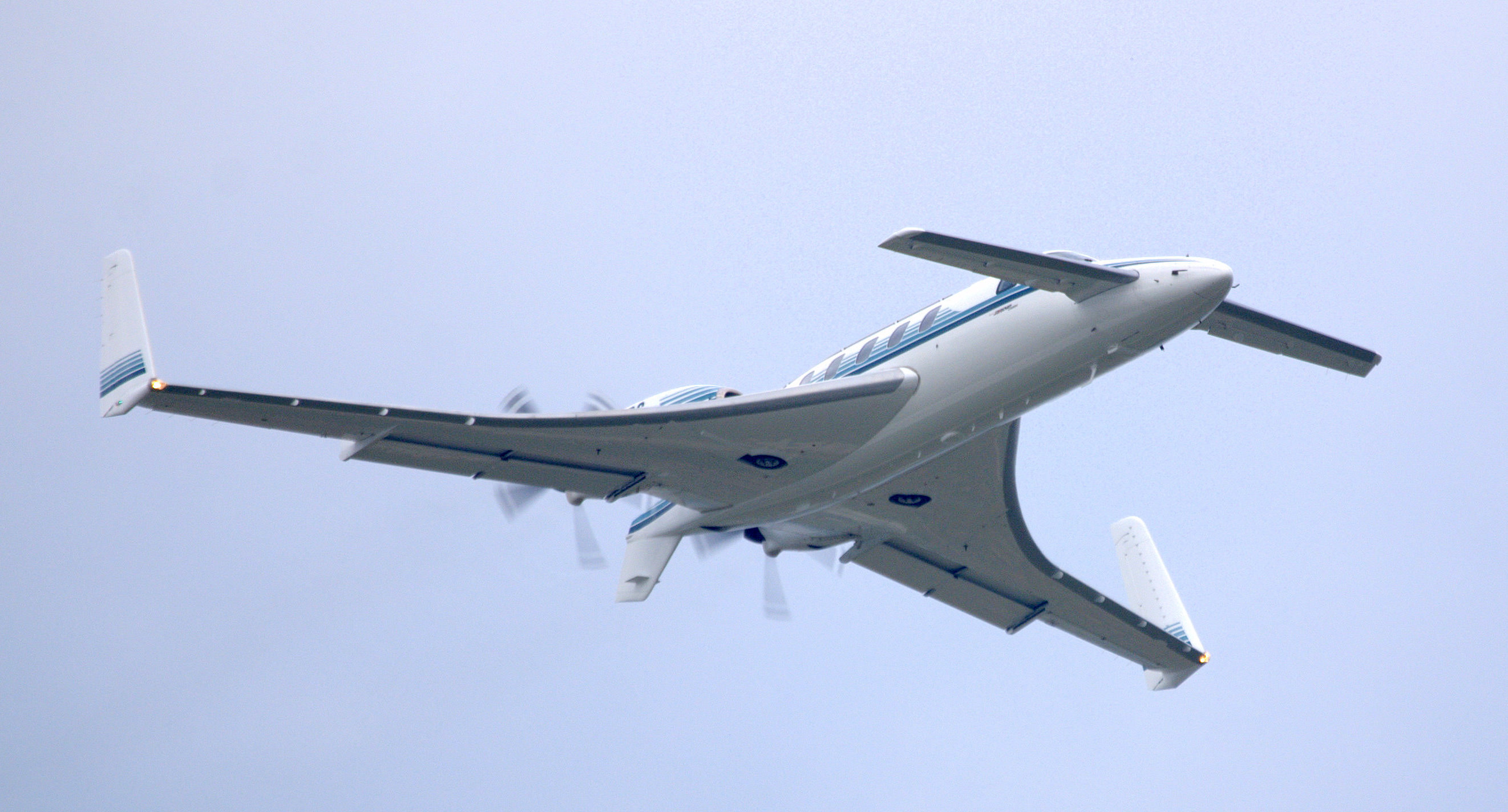
Beechcraft Starship bei der EAA AirVenture Oshkosh 2011

## Technische Daten
| Kenngröße             | Daten                                                  |
| --------------------- | ------------------------------------------------------ |
| Besatzung             | 1                                                      |
| Passagiere            | 6                                                      |
| Länge                 | 14,1 m                                                 |
| Spannweite            | 16,6 m                                                 |
| Flügelfläche          | 26,1 m²                                                |
| Leermasse             | 4574 kg                                                |
| Startmasse            | 6759 kg                                                |
| Höchstgeschwindigkeit | 620 km/h                                               |
| Dienstgipfelhöhe      | 12.497 m                                               |
| Triebwerke            | 2 × Pratt & Whitney Canada PT6A-67A mit jeweils 890 kW |